# イスラエル旅券
イスラエル旅券（イスラエルりょけん、ヘブライ語: דַּרְכּוֹן יִשְׂרְאֵלִי, Darkon Yisre'eli）はイスラエル国民がイスラエルの外に旅行できるための渡航文書である。持ち主に海外のイスラエル領事館職員の保護を受ける権利がある。
イスラエル国民は他国のパスポートを所有できるが、2002年の規制により、イスラエルに出入りする際にはイスラエルのパスポートを使用する必要がある。

## 歴史
イスラエルは、1948年5月14日のイスラエル独立宣言の後、旅券の発行を開始した。その当初、有効期間2年の単に渡航文書が書かれたものを使われていた。ヘブライ語とフランス語が使用されていた。1952年、クネセトはイスラエル国籍法を可決し、イスラエルはパスポートと呼ばれる渡航文書を発行した。最初のパスポートはゴルダ・メイアに発行された。
最初のイスラエルの渡航文書には、「ドイツ以外のすべての国に有効」という制限があった。ドイツを訪問したいイスラエル人は、パスポートから除去するように申請し、関係者によって「ドイツ以外の」の文字を取り消し線が引かれなければならない。1952年にドイツとの賠償協定に署名した後、制限は撤回された。
1980年3月30日以降に発行されたパスポートでは、フランス語の代わりに、英語が使用されている。
2006年から、選挙の身分証明用にも使えるようになった。
2013年以降、米国、欧州連合およびその他の国で使用されている基準に従って、バイオメトリック・パスポートが導入されている。生体認証パスポートを取得するためには、申請者は内務省のオフィスに出向き、「顔の骨格、目と目の間の距離、耳と目の間の距離、顔の特徴の比率などの情報を記録する特殊なカメラで写真を撮る」必要がある。また、指紋も採取され、これらの情報はすべて新しいハイテク電子パスポートに記録される」 国境管理の担当者は、イスラエル国民の非バイオメトリック・パスポートを破り捨てたと報告されている。

## 説明
イスラエルのパスポートは紺色で、表紙の中央にイスラエルのエンブレムがあり、その下にはヘブライ語と英語でそれぞれ「מדינת ישראל」と「STATE OF ISRAEL」と書かれている。エンブレムの下には「מדרכון」と「PASSPORT」の文字が刻まれている。内側のページには、オリーブの枝と七枝のメノーラーからなるイスラエルの国章が描かれている。通常のパスポートは32ページ、ビジネスパスポートは64ページで構成されている。
イスラエルのパスポートは、18歳以上の人物であれば、最長10年間有効。パスポートはヘブライ語と英語の2ヶ国語で書かれている。ヘブライ語は右から左へ書くので、パスポートは右端から開き、ページは右から左へと並べられる。イスラエルのパスポートにはアラビア語は使用されていないが、内部のIDカードには使用されており、国家機関での使用が法律で定められた「国家における特別な地位」に分類されている。

### ID情報ページ
イスラエルのパスポート情報は2ページ目に表示され、以下の内容が記載されている。
- 左側のパスポート保持者の写真 (幅: 35mm, 高さ: 45mm; 頭 (髪の毛の上部) までの高さ: 32mm; トップからの距離、髪のトップの写真の: 5mm)
- タイプ(P/ד）
- 国のコード(ISR) סמל המדינה
- パスポート番号 מס דרכון
- イスラエルのID番号 מס זהות
- 苗字 שם משפחה
- 名字 שם פרטי
- 国籍 אזרחות
- 生年月日　תאריך לידה
- 性別 מין
- 出生地 מקום לידה
- 発行日 תאריך הוצאה
- 期限切れの日付 תאריך פקיעת תוקף
- 権限 (- I.C. Passport at) （סמכות (- ממונה דרכונים ב)
- 持参者の署名（バイオメトリックパスポートの場合） חתימת בעל הדרכון

すべての情報は、ヘブライ語と英語の両方で表示される。情報ページの最後には、機械可読領域がある。持参者の署名は3ページ目に続く（生体認証なしのパスポートの場合）。

## 渡航文書
イスラエルはイスラエルまたは外国のパスポートを持っていない人に、その人が入国および出国することを許可するための渡航文書（ヘブライ語: תעודת מעבר teudat ma'avar）を発行する場合があります。
渡航文書は多くの国で旅行や身分証明書の目的で受け入れられていないため、渡航文書の所有者は、特定の国への標準的なイスラエルのパスポートの所有者と同じビザなしの入国を許可されていない。 渡航文書を使用してイスラエルを離れるだけでは、所有者は他の国に入国したり、イスラエルに戻ったりすることはできなくなる。

### ビザ

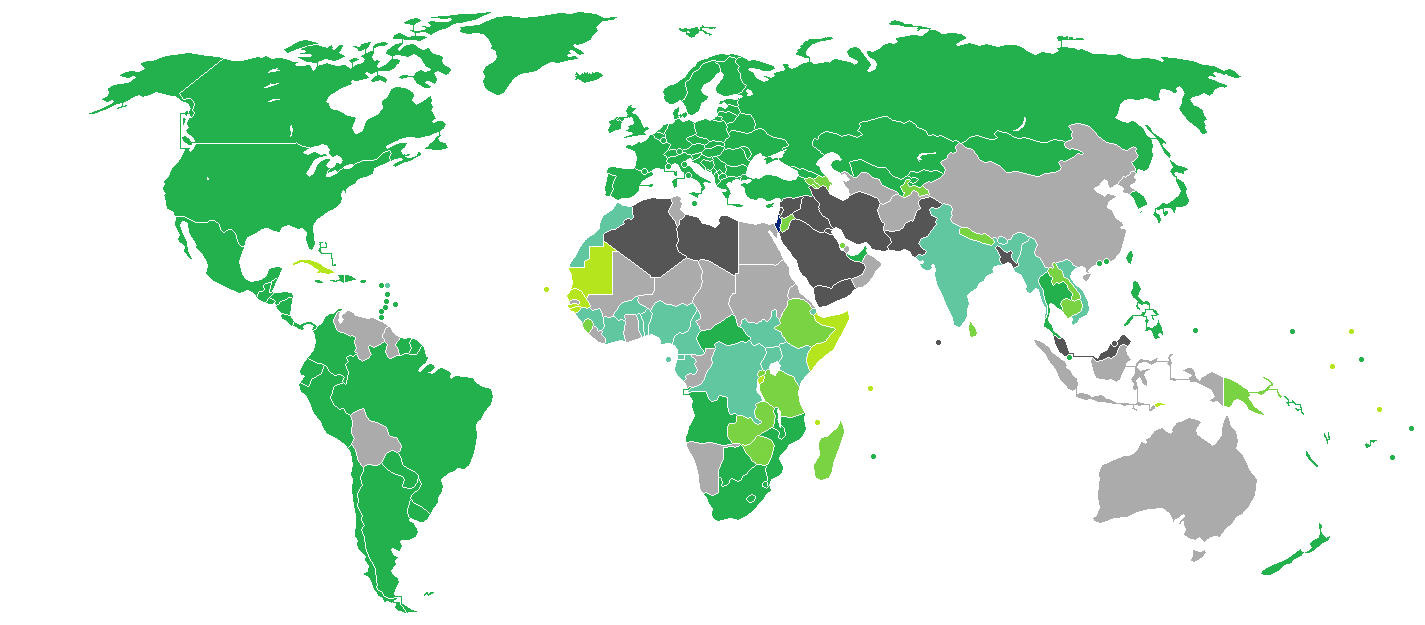
イスラエル国民の査証要件
イスラエル
ビザ不要
到着ビザ
電子認証か電子ビザ
到着ビザと電子ビザ両方
ビザ必要
訪問不可

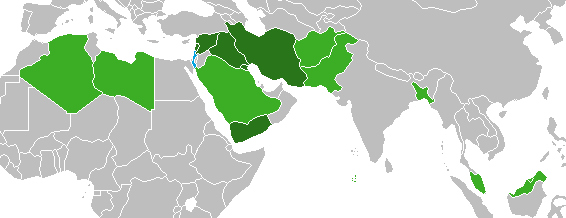
イスラエルパスポートを拒否
イスラエル入国した人も拒否

## ビザと制限

### 制限
1954年のイスラエル侵入防止法により、レバノン、エジプト、シリア、サウジアラビア、ヨルダン、イラクおよびイエメンは「敵国」に指定された。イスラエル国民は、イスラエル内務省が発行した許可なしに、指定された国を訪問することはできない。エジプトとヨルダンは1978年と1994年にこれらの国々との和平協定に調印した後、リストから削除された。イランは1979年イラン革命の後に追加された。2020年1月、イスラエルの内務大臣は、イスラム教徒とユダヤ人のイスラエル市民が宗教的およびビジネス目的でサウジアラビアに旅行できると述べた。
アルジェリア、バングラデシュ、ブルネイ、イラン、イラク、クウェート、レバノン、リビア、マレイシア、パキスタン、サウジアラビア、シリア、イエメンの13国はイスラエルの国家承認していないので、イスラエル旅券もそれぞれ違う程度の制限している。このうち、イラン、クウェート、レバノン、リビア、シリアとイエメンの6か国はイスラエルのビザがある人、またはイスラエルの旅行証拠がある人の入国を許可しない。

## ギャラリー

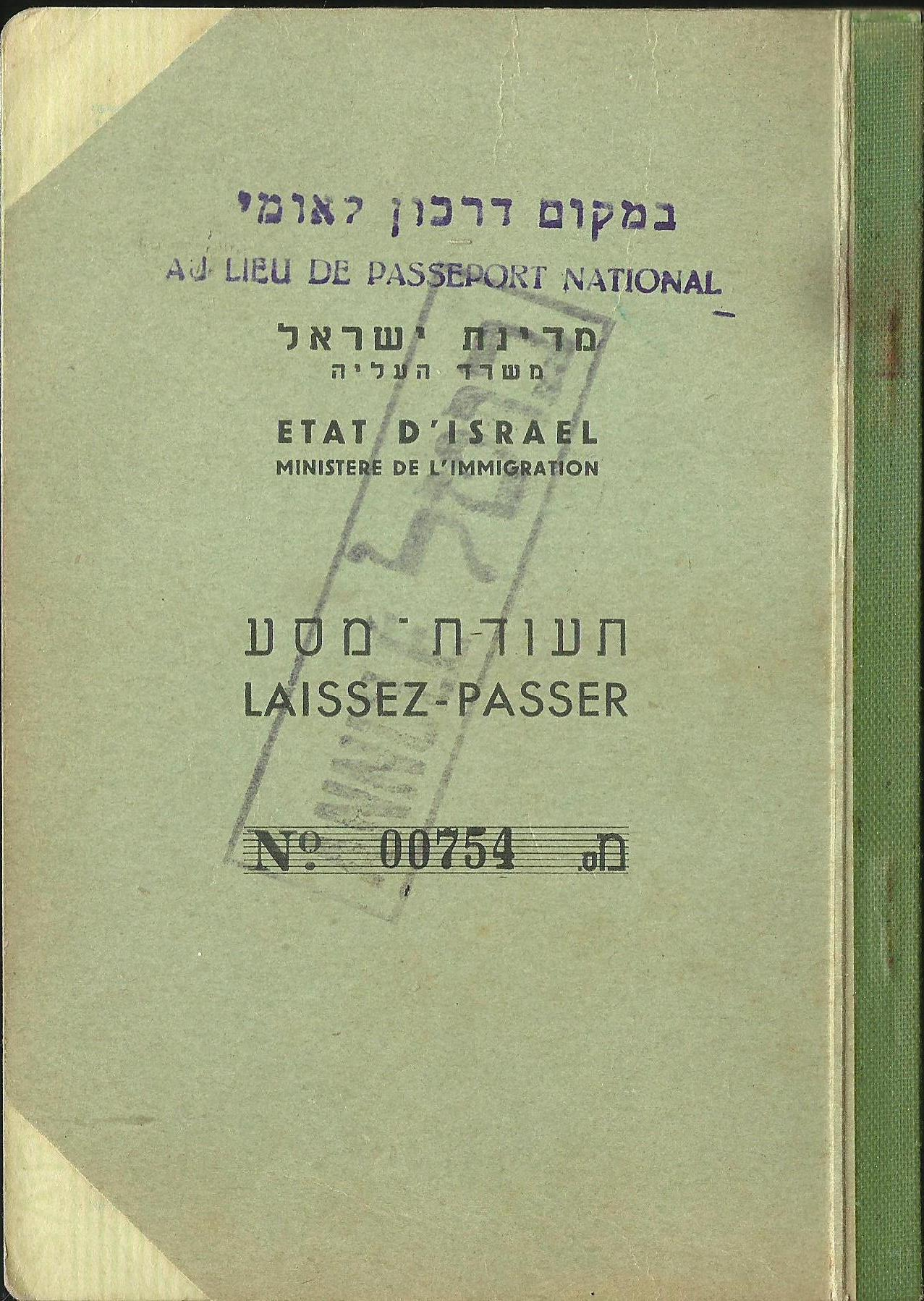
1948年12月
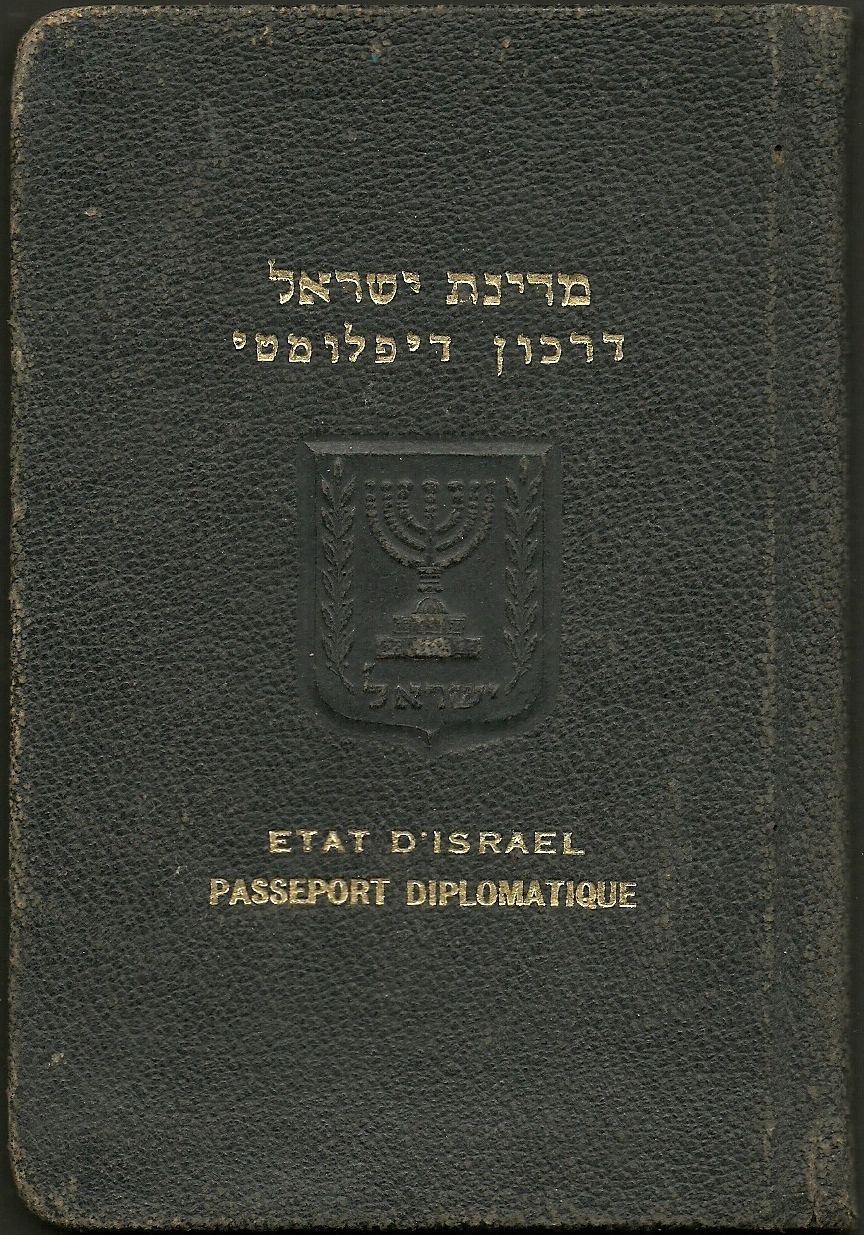
初期イスラエル外交パスポート例、1951年
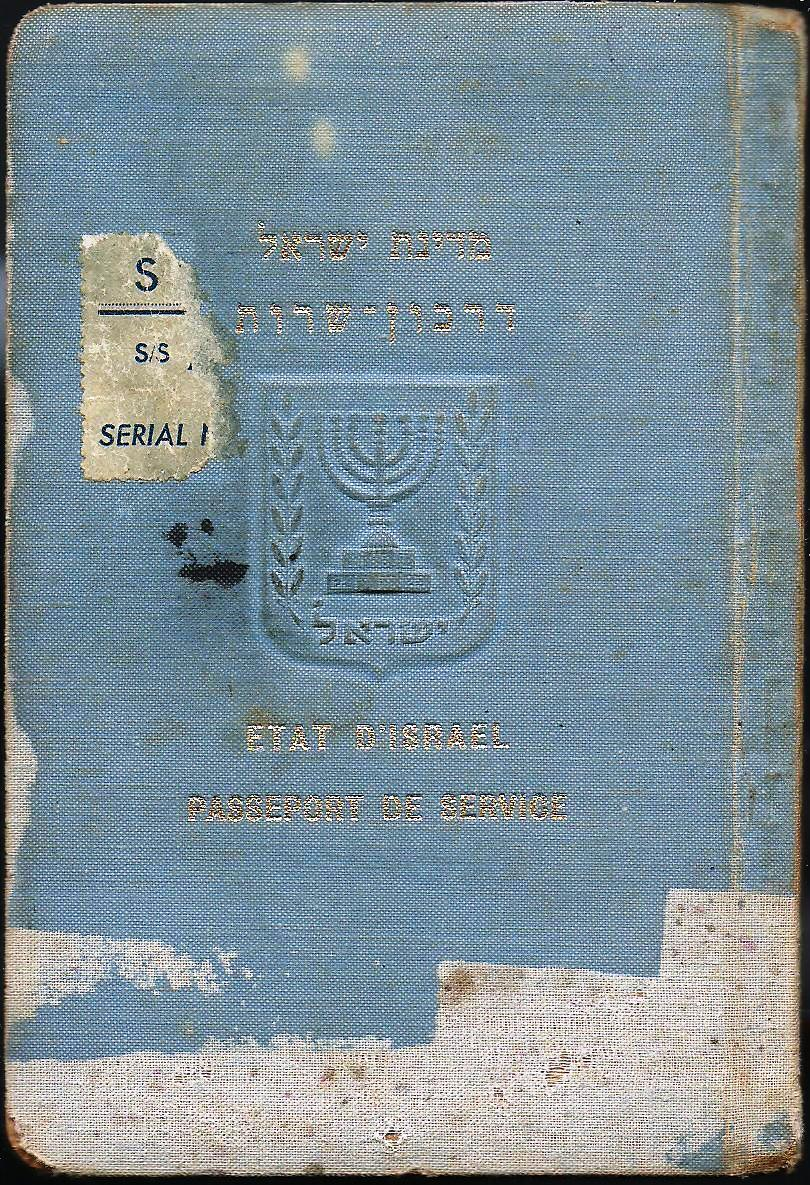
1951年、サービスパスポート
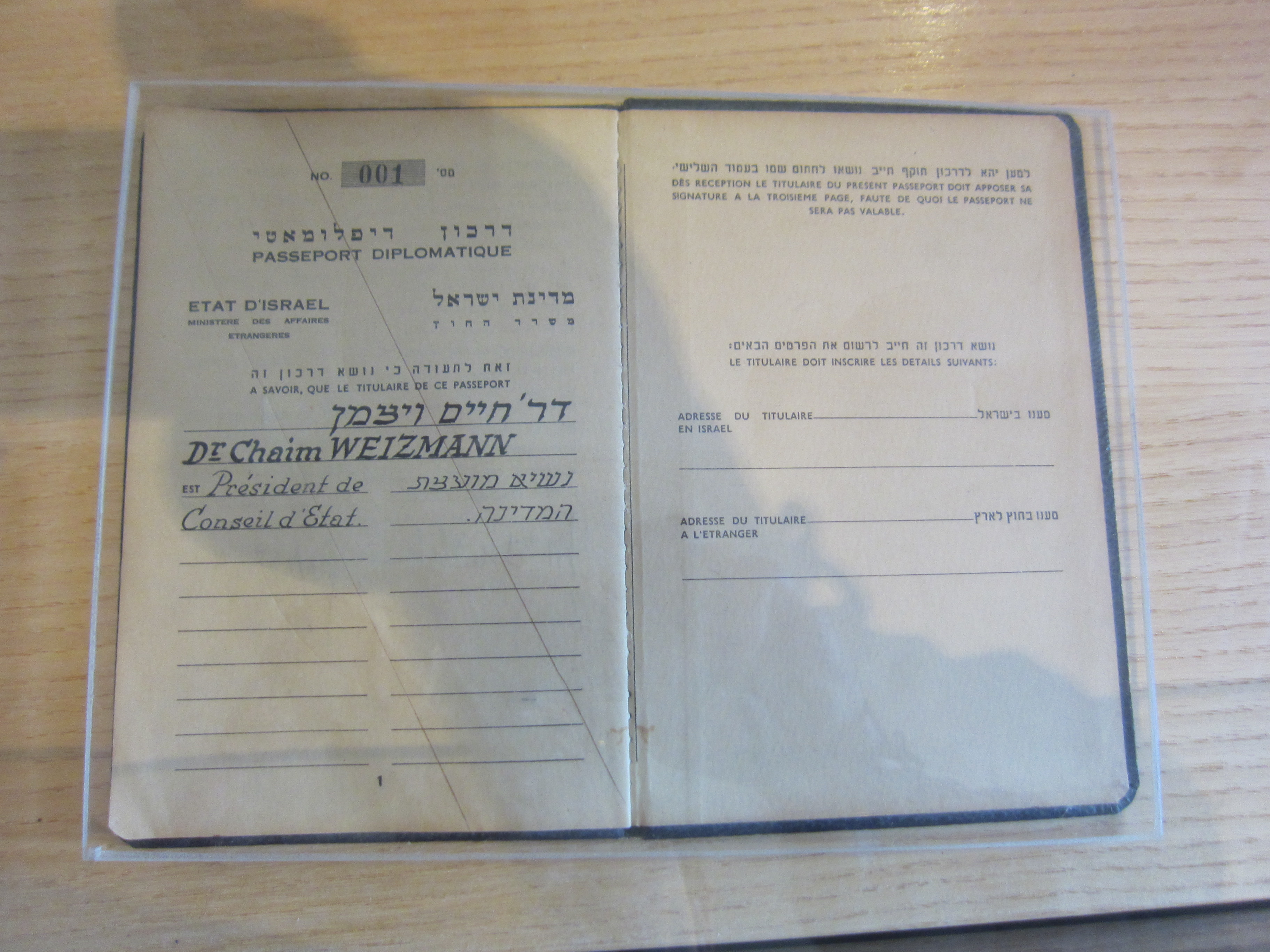
イスラエル外交パスポート
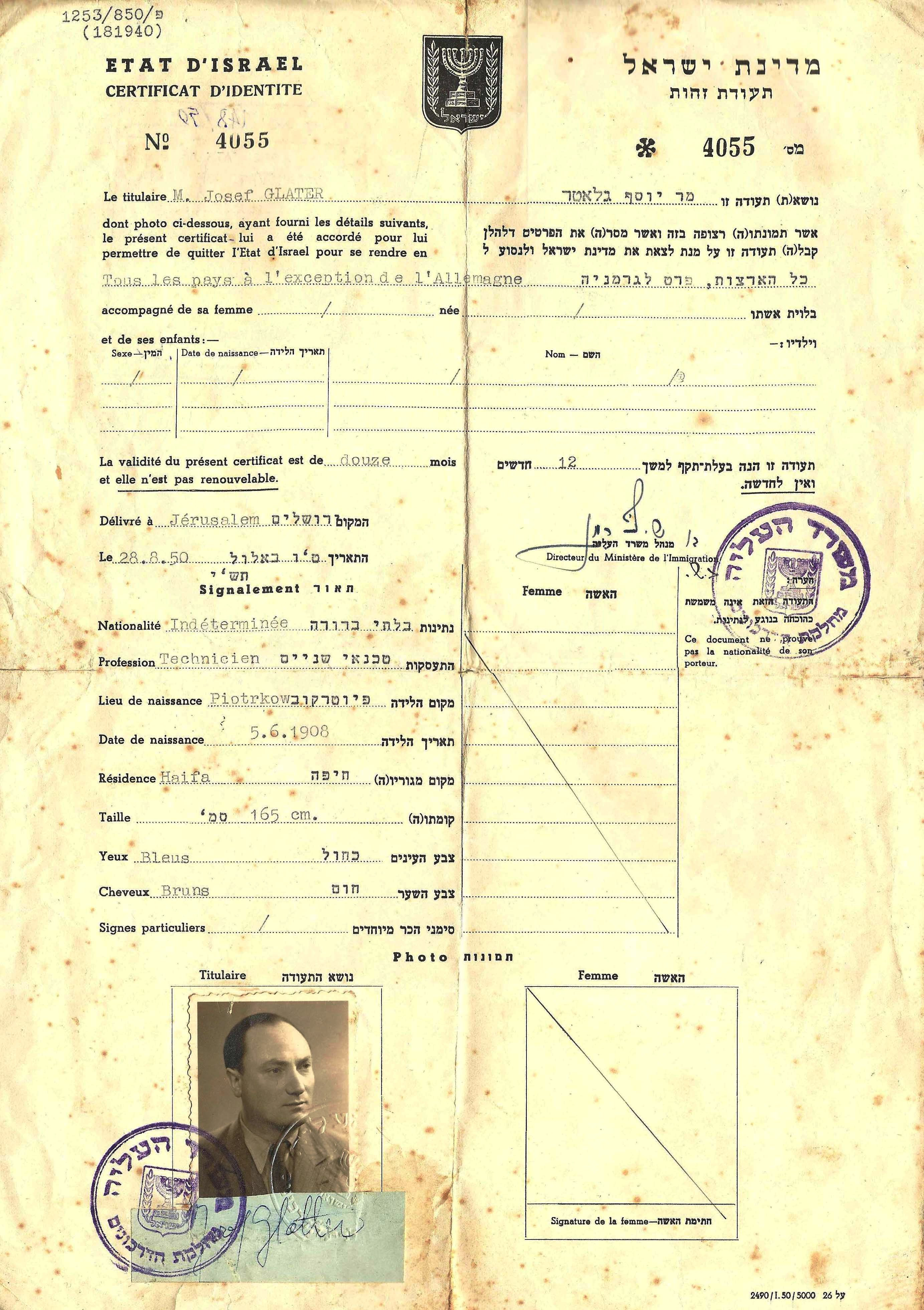
渡航文書
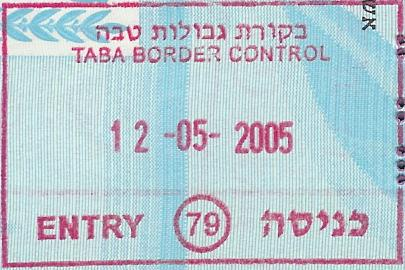
パスポートスタンプ
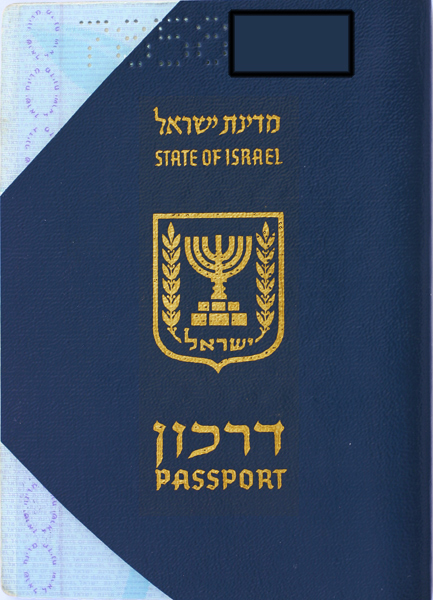
非バイオメトリック・パスポートの表紙
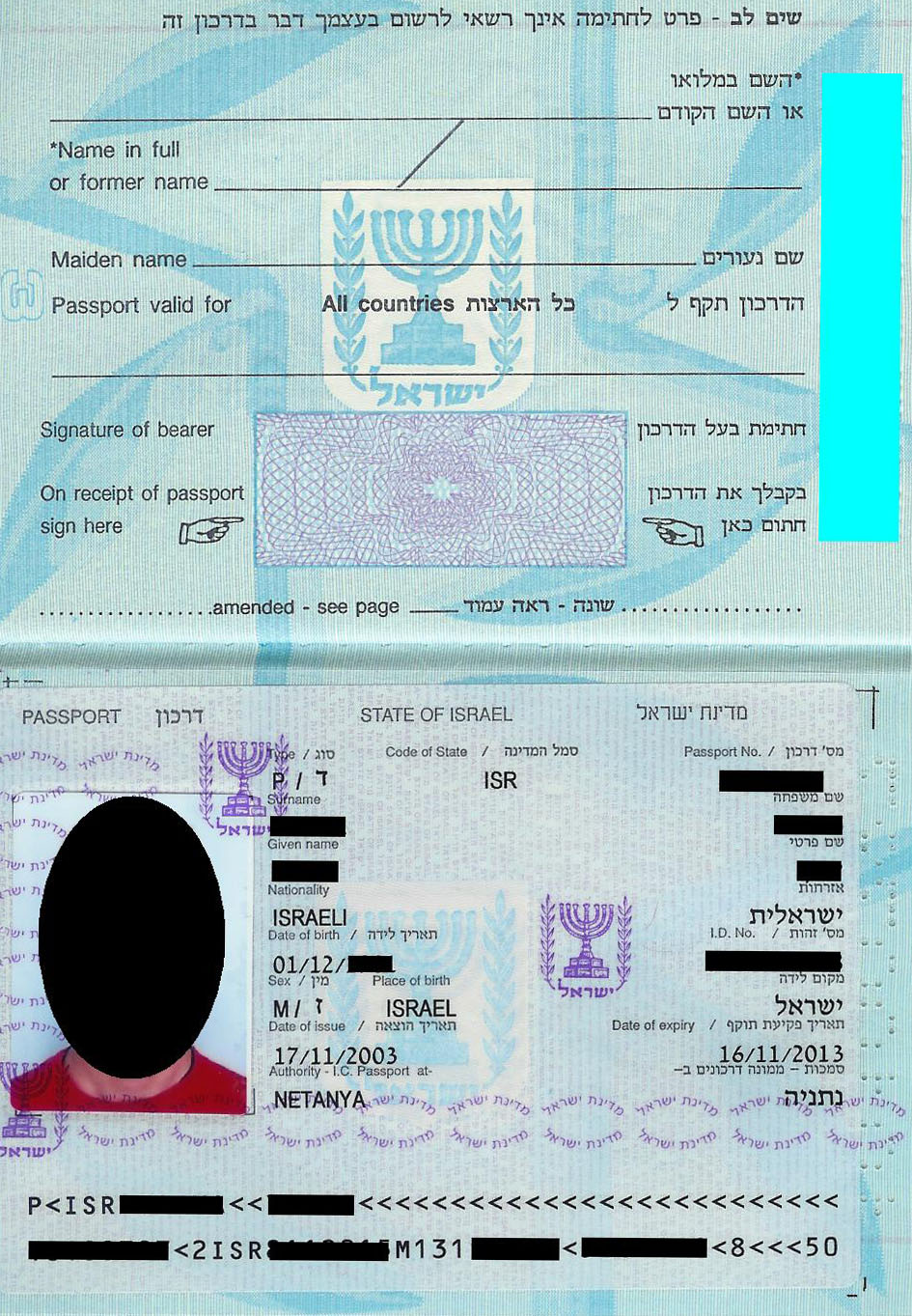
非バイオメトリック・パスポートの情報ページ
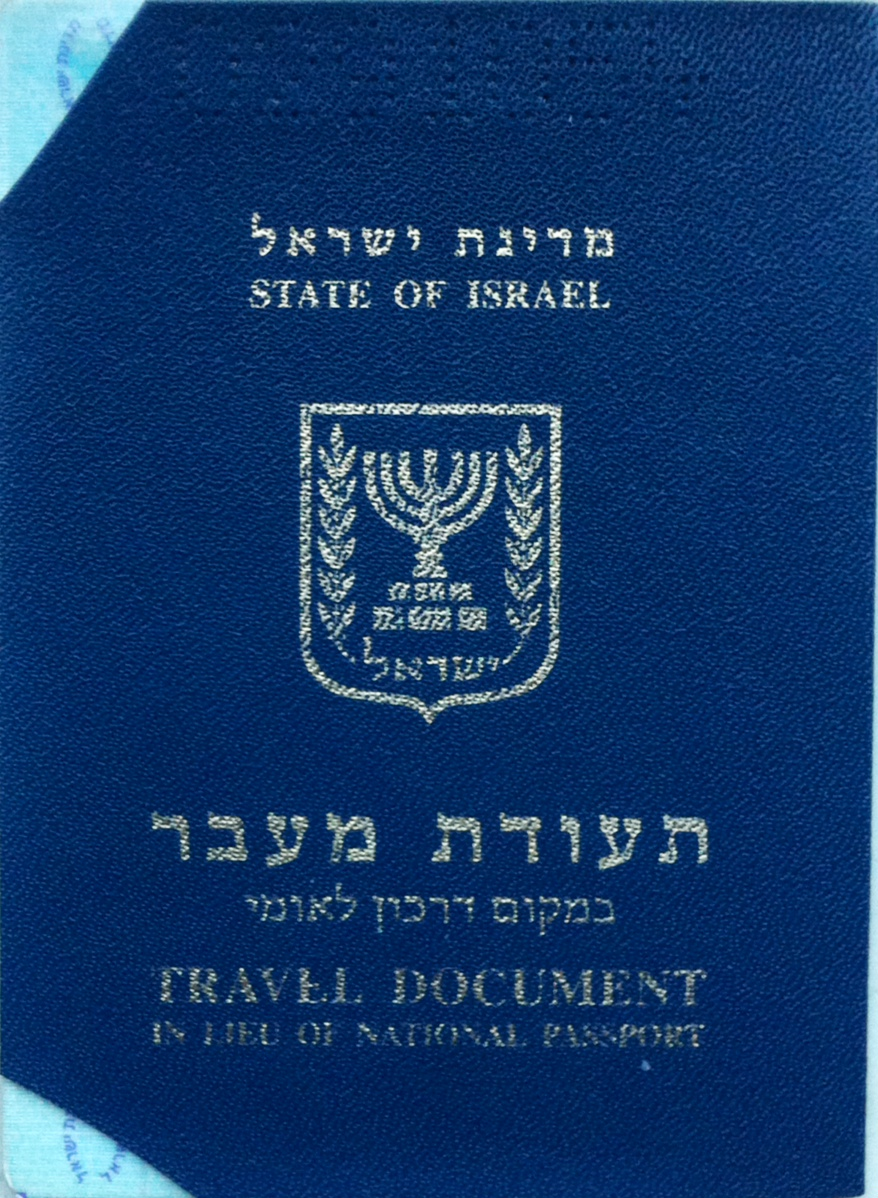
渡航文書表紙
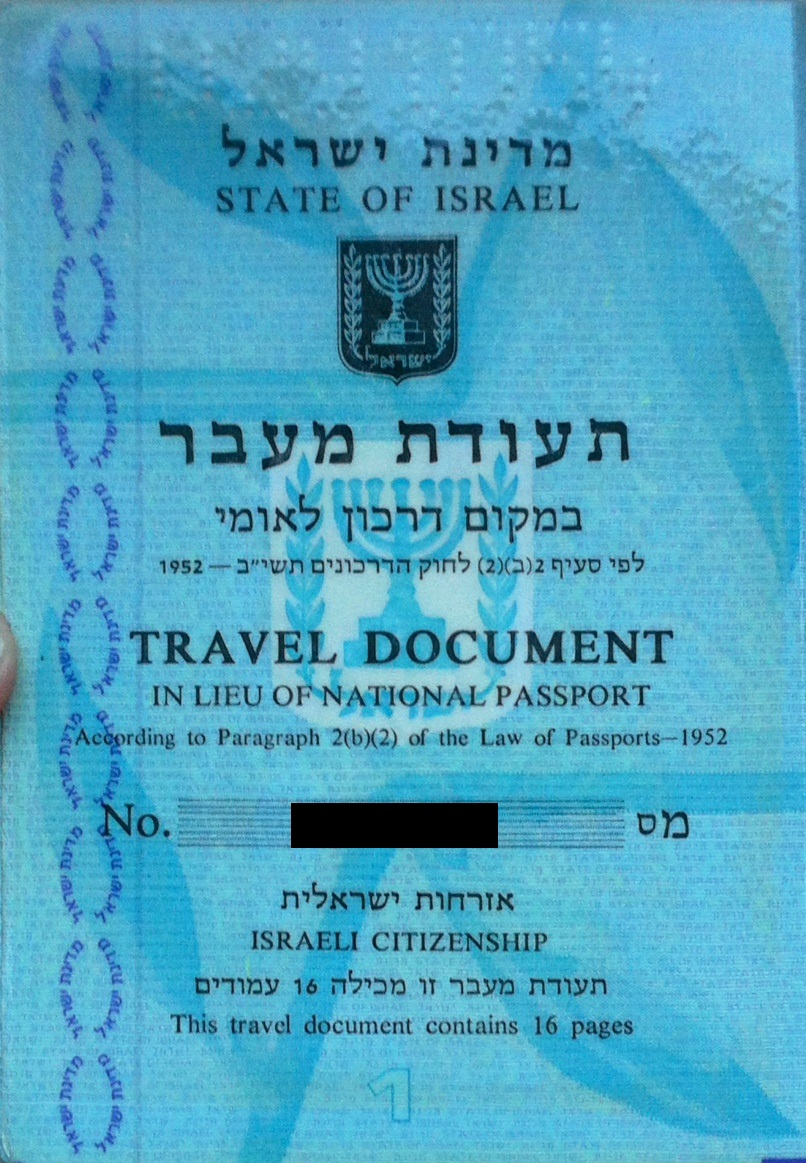
渡航文書の1ページ